# Kz 8 cm GrW 42
El kurzer 8 cm Granatwerfer 42 (abreviat com a: Kz 8cm GrW 42) era un morter alemany utilitzat durant la Segona Guerra Mundial. Estava desenvolupat a partir del morter mitjà 8 cm Granatwerfer 34, i la versió Kz tenia el canó més curt i era més lleuger per a ser utilitzat per els paracaigudistes (Fallschirmjäger), i va reemplacar el 5 cm leGrW 36, quan les seves carències van ser òbvies. El Kz 8 cm Granatwerfer 42 disparava un projectil tres vegades i mitja (de 3,5 kg) més i dues vegades més lluny que el seu antecessor (1,1 km) i pesava la meitat (26,5 kg). Es podia desmuntar en tres parts per al seu transport.
Alguns d'aquests morters estaven equipats amb un sistema de tret / carrega per corda de seguretat per al seu ús per control a distància. Eren generalment coneguts com a "Stummelwerfer" o "Llançador de soques".